# Engrish

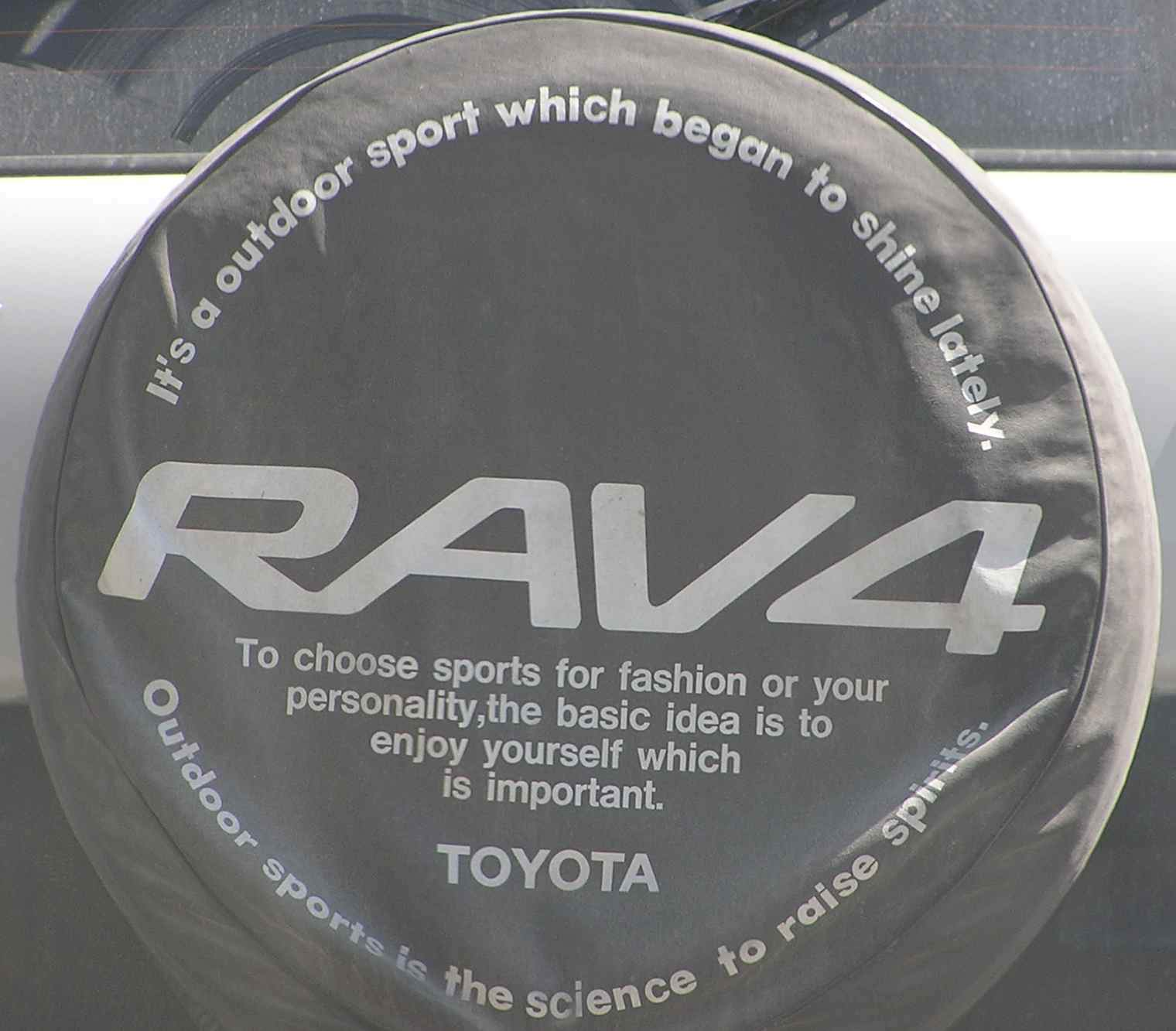
Ejemplo: «It's a outdoor sport which began to shine lately. / To choose sports for fashion or your personality, the basic idea is to enjoy yourself which is important. / Outdoor sports is the science to raise spirits».

El término Engrish o Ingeresse, o también Janglish en Japón, es una variante irónica de la palabra English (idioma inglés) que se utiliza para indicar un inglés erróneo, como resultado de una traducción (de un texto al inglés) suficientemente mala para ser graciosa, insensata y a veces incomprensible. 
Inicialmente se usaba para referirse a la mala pronunciación que algunos orientales hacen de esta lengua (generalmente japoneses, chinos, etcétera), debido a la dificultad para diferenciar los fonemas L y R entre sí.
El término se usa para indicar los errores gramaticales, especialmente los juegos de palabras de doble sentido, en que caen muchas de estas personas, sobre todo aquellos que se supone que deberían tener un buen nivel del idioma (publicistas, traductores de manuales de instrucciones, algunos relacionistas públicos, entre otros). 
Otra variante del engrish es la utilización descuidada del idioma inglés que hacen ciertos publicistas asiáticos agregando frases incoherentes o intencionadamente cómicas en inglés, sólo porque consideran que dicho idioma es una lengua que está «de moda» y que los consumidores, al no ser angloparlantes, aceptarán la frase sin preguntarse cuál es realmente su significado.
Pero sin lugar a dudas es una clara denominación de la mala pronunciación que es algo que no siempre se puede corregir por ciertos caracteres que se tienen formados desde la infancia, y tomando en cuenta que no es la lengua materna, puedan a llegar a suceder esta clase de dificultades y sin la necesidad de que se puedan a llegar a corregir pero aun así se puede hacer sobre la base de la práctica.

## Ejemplos famosos
Algunos de los ejemplos más famosos de engrish son:
- Disco No. 1 (videojuego)
- Metal Gear, por frases como «I feel asleep», traducido como «Me siento dormido»;
- Zero Wing, con la frase «All your base are belong to us», «Todas sus base son nos pertenecen»;
- I am Error (lit. Yo soy Error) del juego Zelda II: The Adventure of Link
- "The miracle never happen" (lit. El milagro nunca ocurrir), de Phoenix Wright: Ace Attorney: Justice For All
- "Agents are...GO!" (lit. Agentes son...¡ID!), de Elite Beat Agents